# Opéra de Lille

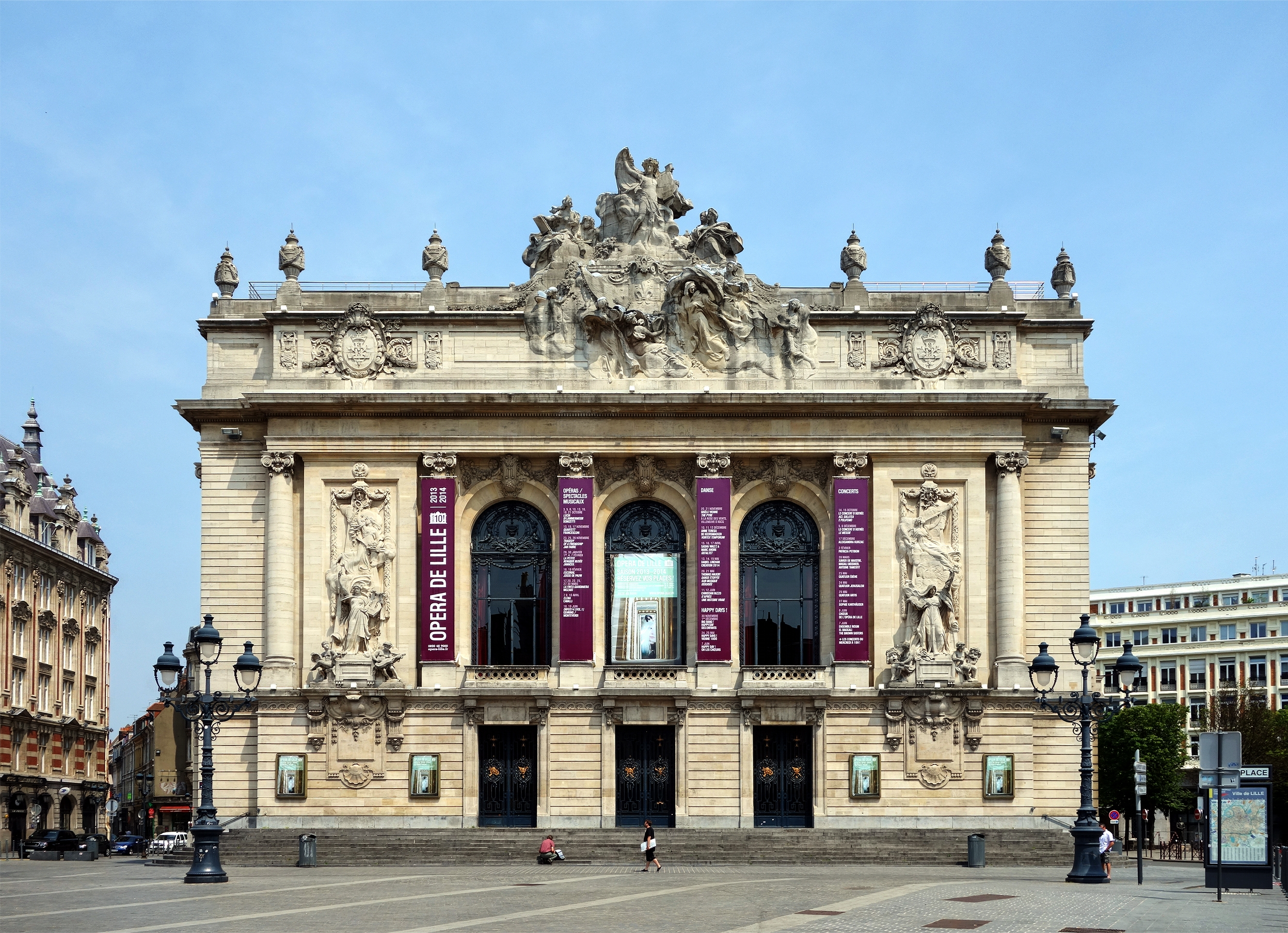
Die Opéra de Lille, südliche Stirnseite

Die Opéra de Lille ist ein traditionsreiches Opernhaus in der französischen Stadt Lille. Das Gebäude steht seit dem 31. Dezember 1999 als eingeschriebenes Monument historique unter Denkmalschutz. Leiterin des Hauses ist seit 2003 Caroline Sonrier.

## Geschichte
Bereits um 1700 ließ der Magistrat der Stadt Lille gegenüber dem Palais Rihour ein Haus für Theater- und Musikaufführungen, das Comédie hieß, erbauen. In der Nacht des 19. Novembers 1700 wurde es durch ein Feuer, verursacht von einem Feuerwerk in einem Theaterstück, vernichtet.
Obwohl es danach kein eigenes Opernhaus in Lille gab, fand dort trotzdem eine Reihe von Opernaufführungen statt. Für die Jahre 1718 bis 1728 konnte der Theaterhistoriker Léon Lefebvre siebzehn Inszenierungen nachweisen, darunter sechs Werke von Jean-Baptiste Lully und jeweils zwei von André Campra und André Cardinal Destouches. Im Jahr 1785 beauftragte die Stadt den örtlichen Architekt Michael Joseph Lequeux mit dem Bau eines neuen Gebäudes. Es wurde 1903 ebenfalls Opfer einer Feuersbrunst.
Daraufhin schrieb die Stadtverwaltung einen Wettbewerb für einen Neubau aus, den der Architekt Louis Marie Cordonnier gewann. Er errichtete in den Jahren 1907 bis 1914 einen Prachtbau im Stil des Historismus der Belle Époque mit einer Reihe von Skulpturen und Reliefs der Bildhauer Hippolyte Lefèbvre, Alphonse Amédée Cordonnier, Hector Lemaire und Edgar Boutry im neobarocken Stil. Die Eröffnung wurde durch den Ausbruch des Ersten Weltkriegs 1914 verhindert.
Als die Deutschen die Stadt eroberten, beschlagnahmten sie zahlreiches Inventar des neuen Opernhauses, um damit das andere Opernhaus der Stadt, das Théatre Sébastopol, einzurichten und auszustatten. Das Theater erhielt die Beschriftung „Deutsches Theater“ und wurde an Weihnachten 1915 unter Beisein des Heerführers Rupprecht von Bayern mit Goethes Iphigenie auf Tauris und Orchesterwerken von Franz Liszt eröffnet. Späterhin wurden Operetten gegeben, 1917 auch eine zyklische Aufführung von Richard Wagners Ring des Nibelungen mit einem uniformierten Orchester unter der Leitung von Robert Laugs. Vor ihrem Abzug 1918 zerstörten die Besetzer die Bühnenmaschinerie und die Dekorationen.

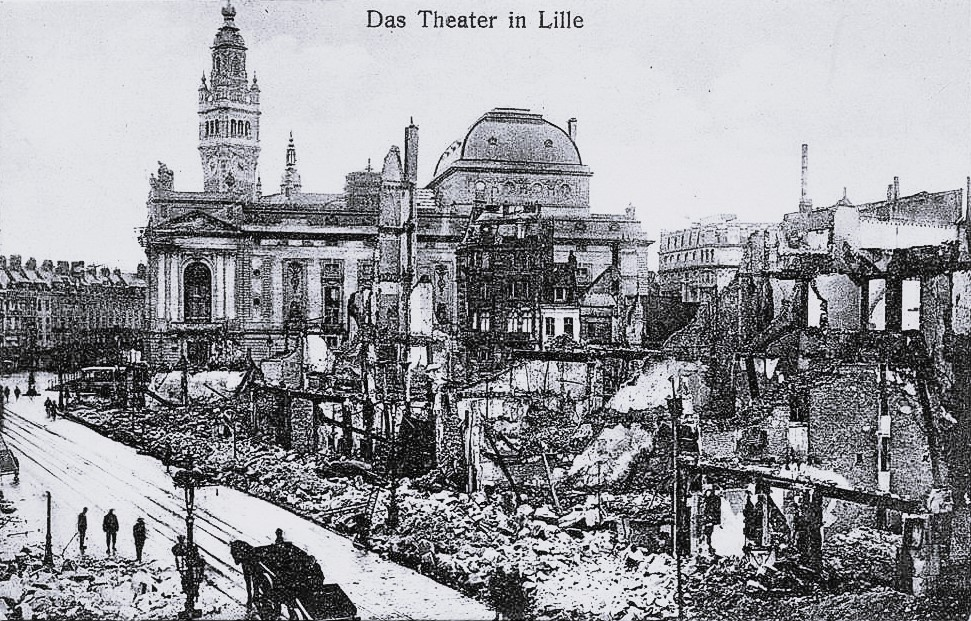
Das Theater in Lille
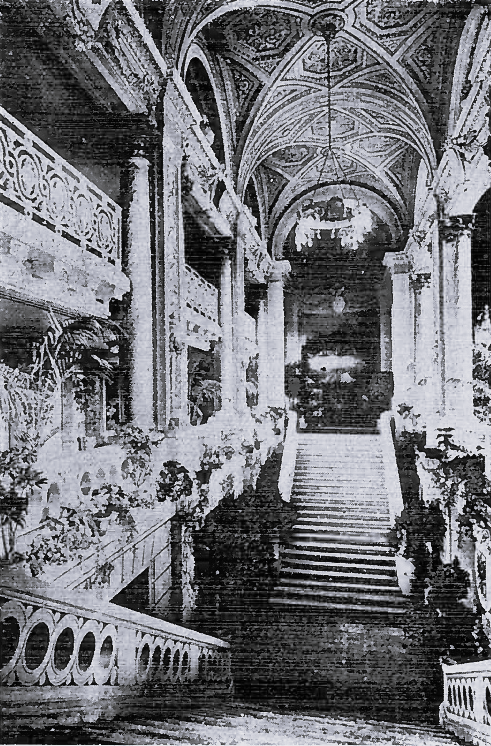
Das Treppenhaus
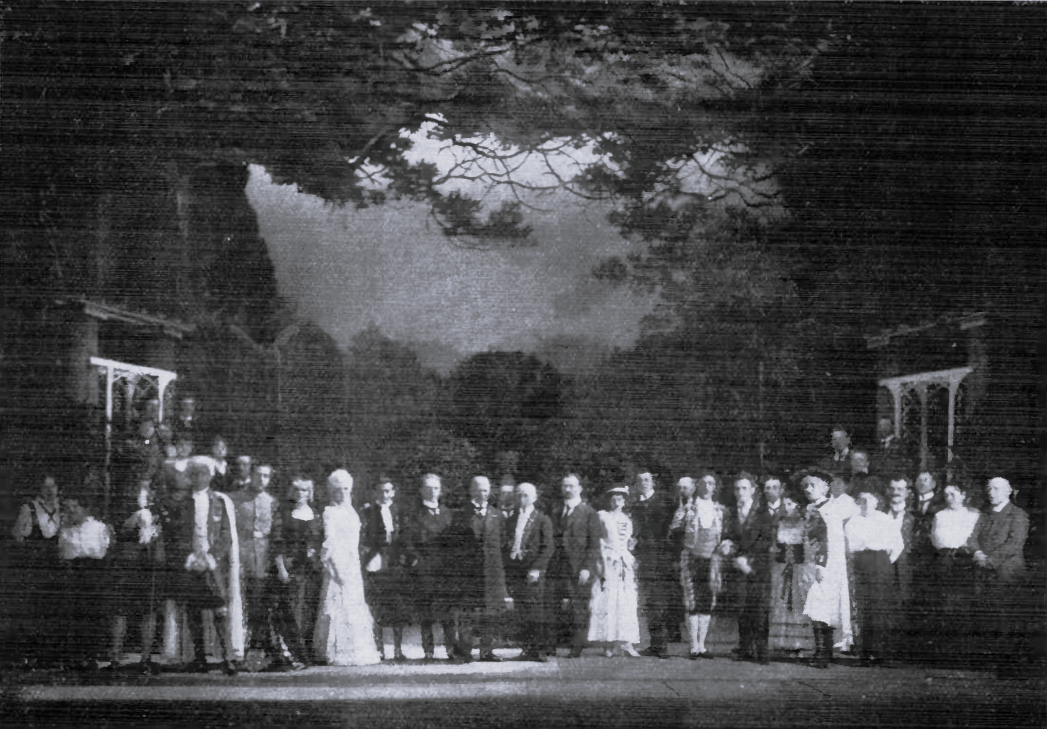
Vorstand und Mitglieder der Lübecker Oper in der Dekoration des letzten Aktes von Figaros Hochzeit auf der Bühne des Theaters
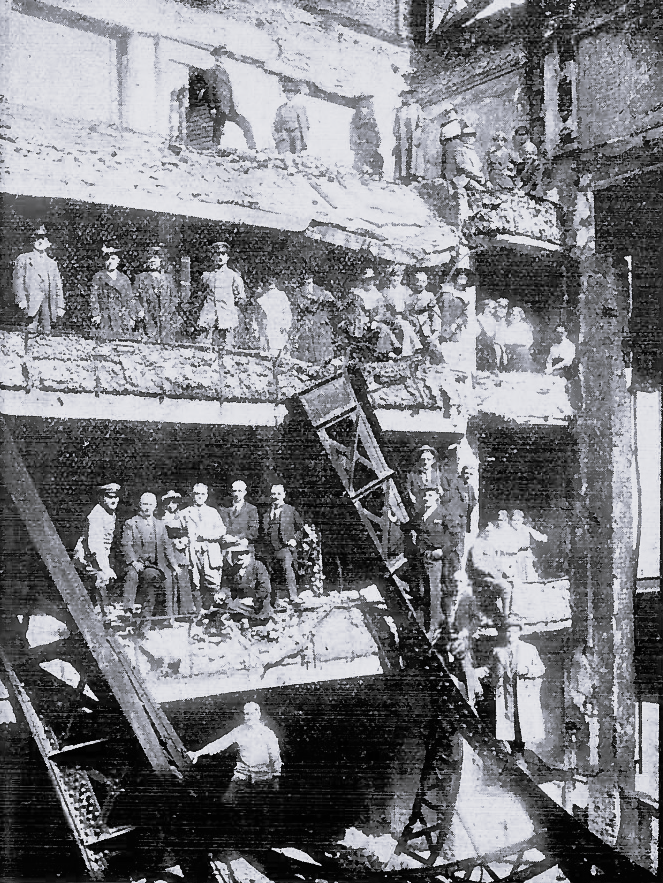
Mitglieder der Lübecker Oper im zerschossenen Liller Theater

Am 2. Februar 1919 konnte die erste französische Aufführung mit George Bizets Bühnenmusik L’Arlésienne stattfinden. Das Theater musste jedoch aus Gründen der Bausicherheit nach wenigen Aufführungen geschlossen werden. Erst 1923 konnte es als Grand Théâtre de Lille feierlich eröffnet werden. Im Zweiten Weltkrieg war es 1941–1944 umständehalber erneut ein „Deutsches Theater“.
Im Jahr 1998 musste das Haus wegen akuter Baufälligkeit mitten in der Spielzeit geschlossen werden. Die Renovierung stellte sich als aufwendiger heraus als ursprünglich vorgesehen, konnte aber rechtzeitig im Jahr 2004, als Lille die Kulturhauptstadt Europas war, abgeschlossen werden.
Heute stellt das Opernhaus mit einer Reihe von Opernproduktionen, Schul- und Familienprogrammen sowie Konzerten neben den Opernhäusern von Paris, der Opéra National de Lyon, der Opéra de Dijon, den Häusern von Marseille, Montpellier, Strasbourg und Versailles ein bedeutendes Zentrum des französischen Musiktheaters dar. Es ist vor allem für junge Künstler ein Sprungbrett in internationale Karrieren und bietet Aufführung des klassischen Repertoires.

## Beschreibung

### Äußeres
Bei seinen Entwürfen für den Neubau nahm Louis Marie Cordonnier Anleihen bei anderen französischen Theaterbauten. So standen unter anderem das Grand Théâtre in Bordeaux, die Pariser Comédie-Française und die Pariser Oper für den Opernbau in Lille Pate. Weil er trotz der hohen Anforderungen an Feuerschutz und Repräsentation nicht mehr als zwei Millionen Francs kosten durfte, entschied sich Cordonnier für einen Kern aus Stahlbeton, der mit Kalkstein verkleidet wurde. Das 75 m × 40 m große Gebäude besitzt zweieinhalb Geschosse. Über einem rustizierten Erdgeschoss erhebt sich eine hohe Beletage, auf die ein Mezzaningeschoss folgt. Die Hauptfassade befindet sich an der zum Place du Théâtre (deutsch Theaterplatz) zeigenden, südlichen Stirnseite. Eine breite Freitreppe führt zu drei doppelflügeligen Eingangstüren mit schmiedeeisernen Verzierungen. Türen gleicher Art befinden sich auch an den südlichen Enden der beiden Längsseiten. Ihre Achse ist von einem Dreiecksgiebel abgeschlossen, dessen skulptiertes Dekor von Gustave Elsinger stammt und musizierende Kleinkinder zeigt. Drei große Rundbogenfenster im Obergeschoss der Südseite erhellen das dahinter liegende große Foyer. Sie werden von ionischen Säulen flankiert. Rechts und links neben den Fenstern finden sich große allegorische Reliefs, welche die Musik und die Tragödie darstellen. Sie wurden von den Bildhauern Alphonse Amédée Cordonnier und Hector Lemaire angefertigt. Das Mezzanin ist von einer allegorischen Skulpturengruppe des französischen Bildhauers Hippolyte Jules Lefèbvre bekrönt. Sie stellt die Verherrlichung der Künste dar.

### Inneres
Wie das Dekor des Äußeren weisen auch im Inneren die Gestaltung und Dekoration auf die Bestimmung und Nutzung des Hauses als Ort von Musik- und Theateraufführungen hin. Der Besucher betritt das Gebäude durch eine der fünf großen Eingangstüren am Südende des Opernhauses und gelangt in das großzügige Vestibül. Dort stehen zwei Statuen von Jules Déchin und Charles Caby: Die Idylle und Die Poesie. Eine zweiläufige Ehrentreppe führt hinauf in das große Foyer (französisch Grand Foyer) des Hauses. Die von Säulen aus Cipollino-Marmor getragene Kassettendecke besitzt eine üppige Stuckverzierung und ist von Vorbildern der italienischen Renaissance inspiriert. Auf den oberen Absätzen der Treppe stehen monumentale Vasen aus bemaltem und vergoldetem Gips. Sie wurden von Louis Allard angefertigt und waren ursprünglich für das große Foyer vorgesehen.
Das 35 m × 9 m messende Foyer im Obergeschoss ist prachtvoll mit Marmor, Stuck und Vergoldungen ausgestattet. Die Deckenmalerei sowie zwei ovale Wandgemälde sind Werke des Malers Georges Picard. Sie zeigen die Musik und den Tanz. Zwei allegorische Skulpturen von Edgar Boutry und Gustave Adolphe Crauk repräsentieren den Frieden und die drei Grazien. Mit seinen außerordentlichen Dimensionen ist das Foyer groß genug, um als Konzerthalle zu dienen. Entsprechend wird es heutzutage auch für Musikaufführungen genutzt.
Der Opernsaal (französisch Grande Salle) bietet 1138 Sitzplätze (ursprünglich waren es einmal 1568 Plätze) und besitzt einen traditionellen Grundriss in Hufeisenform. Sie gibt die Anordnung der Rang- und Logenplätze in vier Etagen entlang der Wände rund um die Plätze im Parkett vor. Die Opéra de Lille ist eines der letzten Beispiele für diese Art der Sitzanordnung in Frankreich, bei jüngeren Bauten wurden andere Bauweisen und damit Anordnungen bevorzugt. Ein Orchestergraben trennt das Parkett von der 28 m × 18,40 m messenden Bühne. Die Einrichtung des Saals ist in den Farben Rot, Gold und Weiß gehalten. Der große Raum ist von einer stuckierten Kuppel überwölbt, die von vier Pfeiler getragen wird. Die Zwickelfelder der Pfeiler weisen Reliefs mit allegorischen Darstellungen von Tanz, Musik, Tragödie und Komödie auf. Sie stammen – wie das übrige Skulpturendekor an der Decke des Saals – von dem Bildhauer Edgar Boutry. Auch die vier Karyatiden, welche die vier Jahreszeiten darstellen und die Proszeniumslogen auf der untersten Ebene flankieren, stammen von ihm. Acht Medaillons in der Kuppel zeigen Gemälde der Künstler Georges Dilly und Victor Lhomme aus dem Jahr 1914. Sie haben die Tugenden zum Thema.

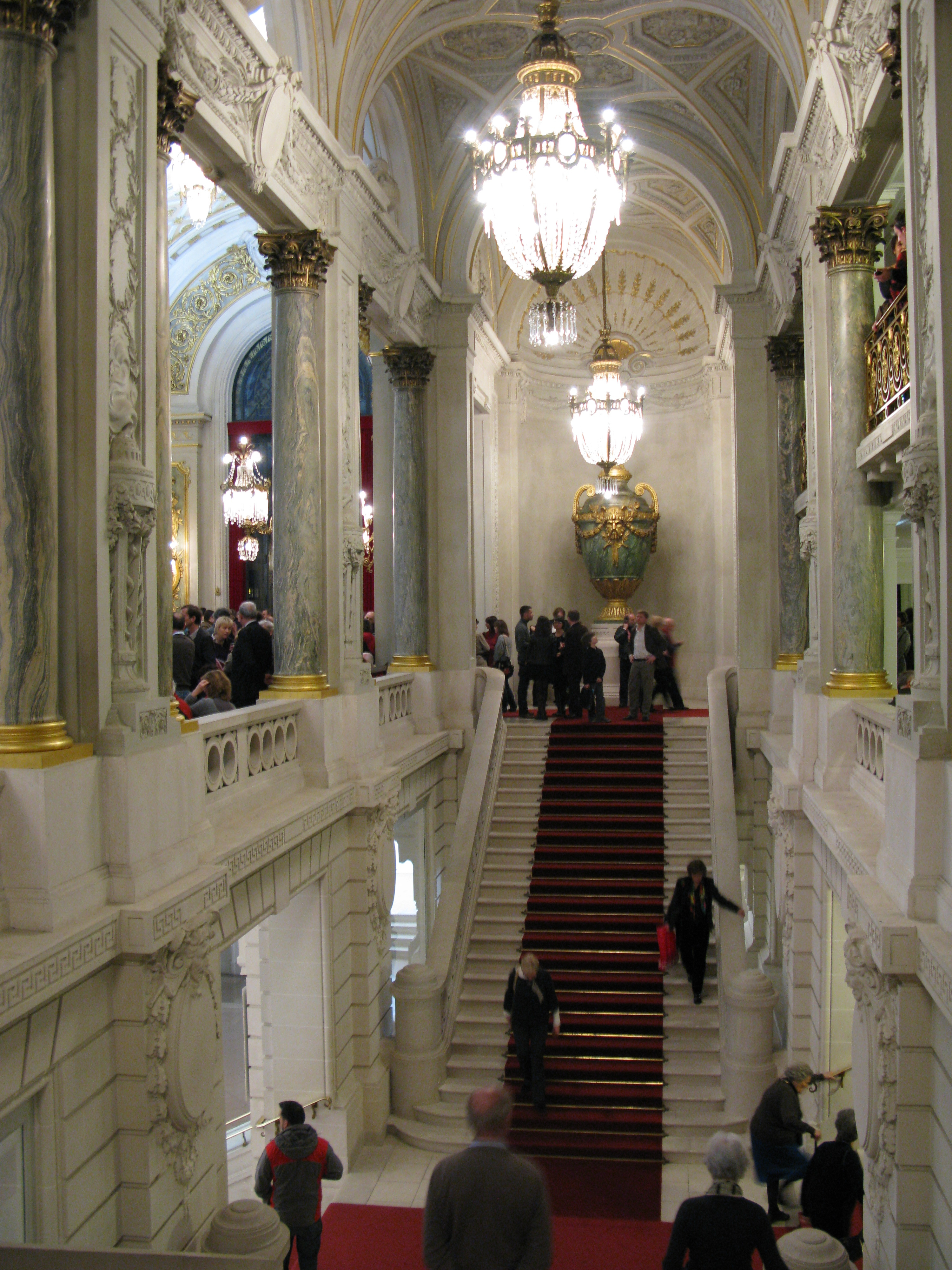
Ehrentreppe
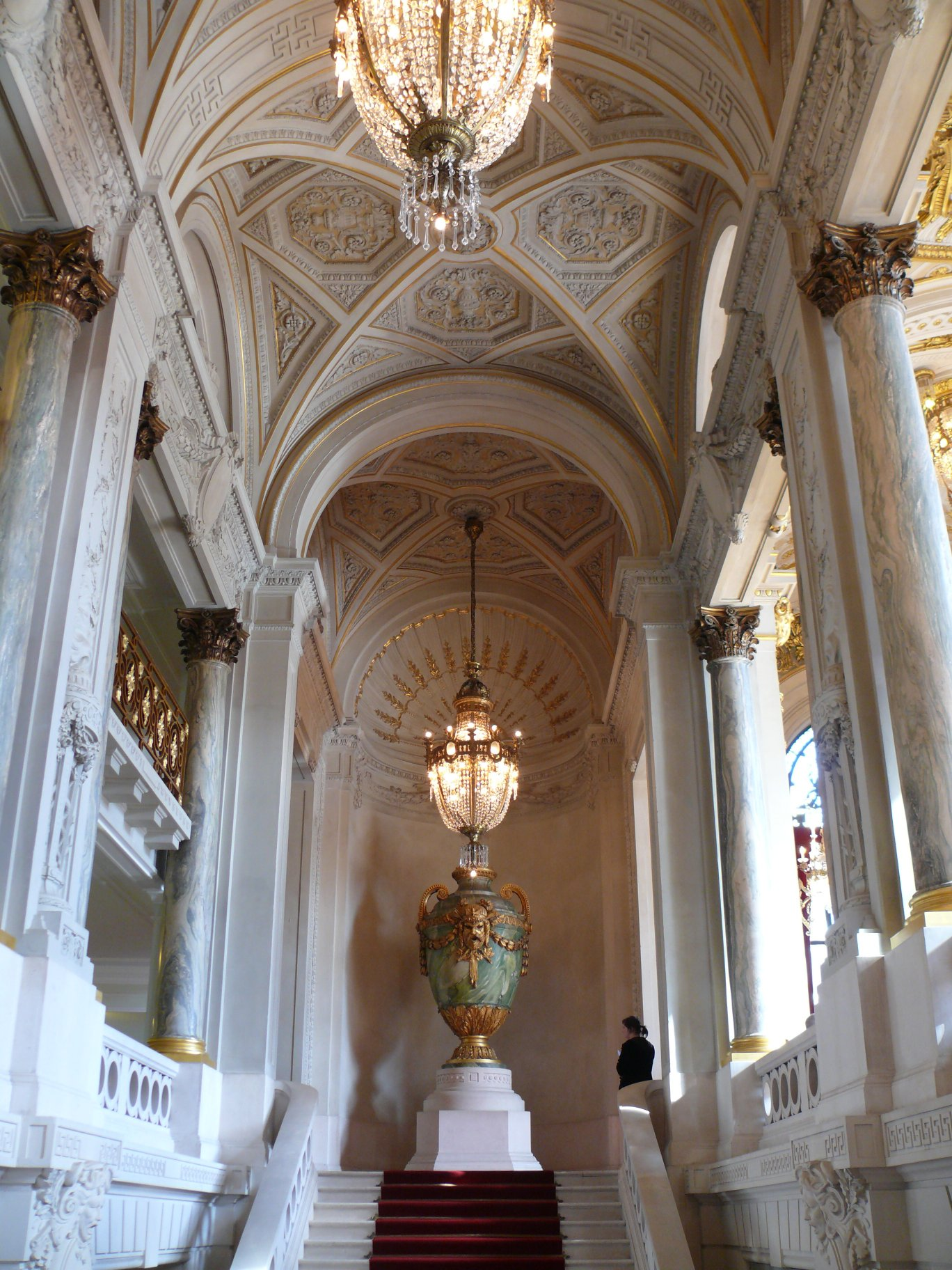
Dekor des Treppenhauses
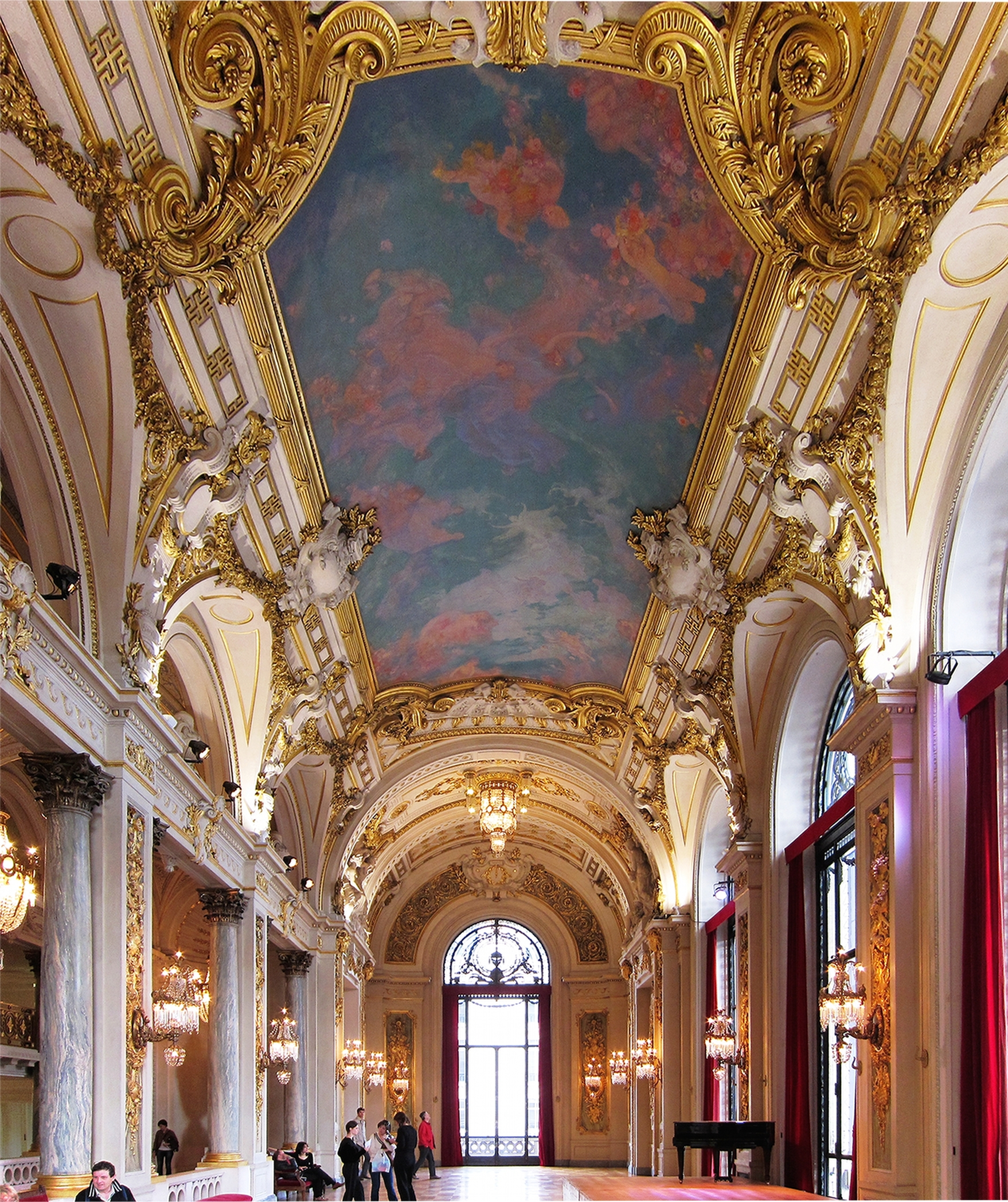
Grand Foyer
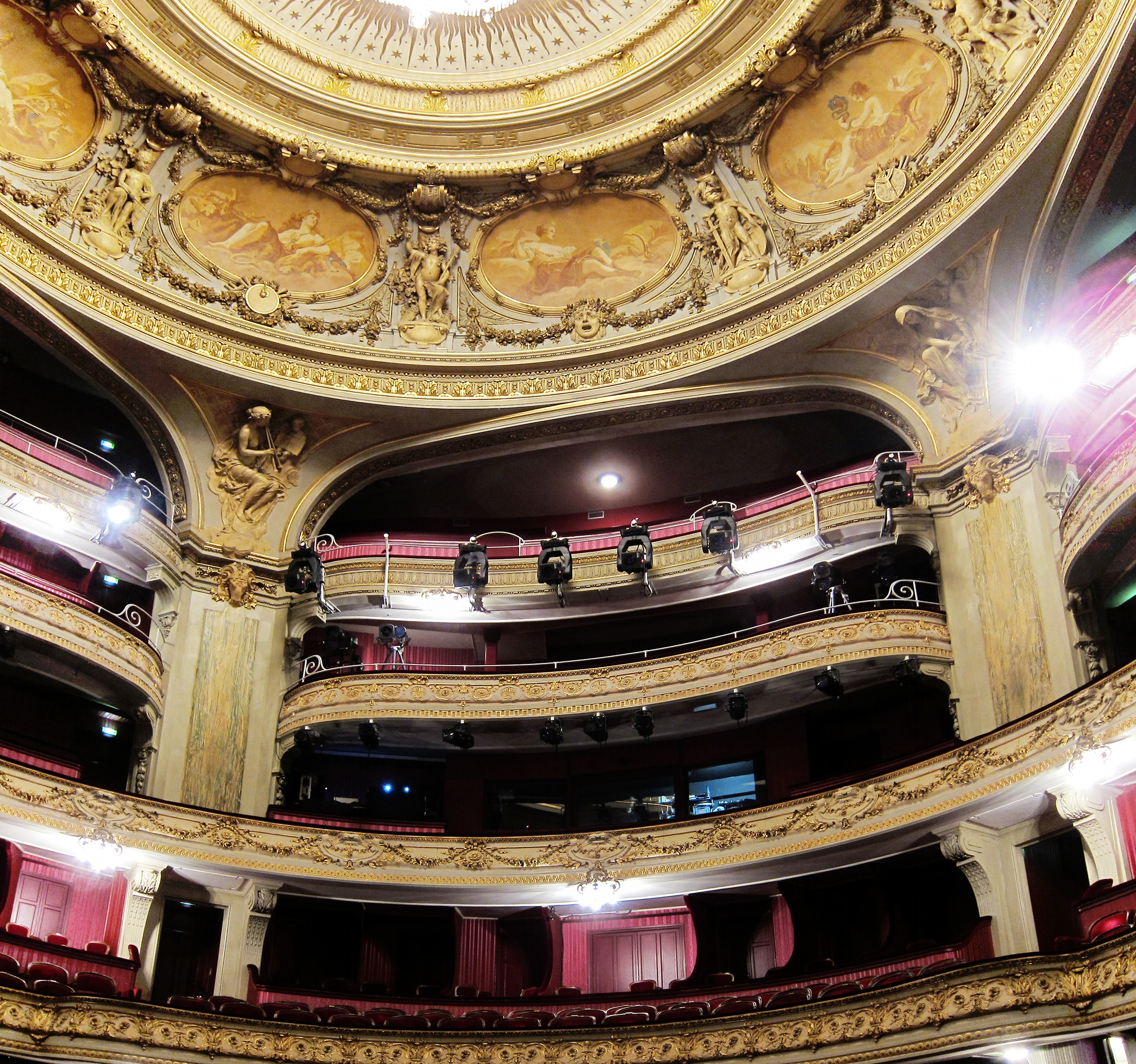
Ränge im Opernsaal
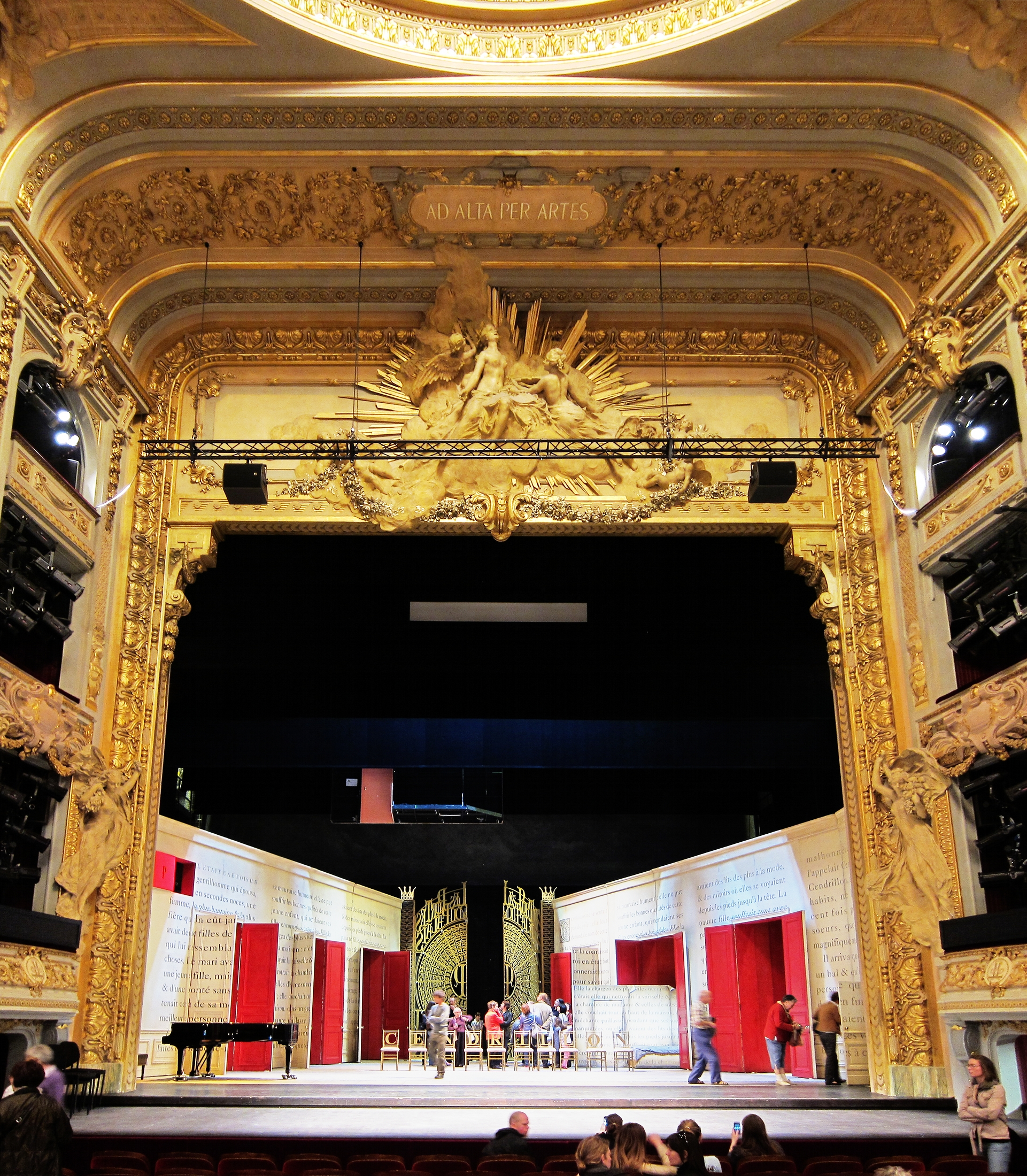
Bühne